# ニトラム/NITRAM
『ニトラム/NITRAM』（原題：Nitram）は、2021年制作のオーストラリアのクライム映画。
1996年4月28日にオーストラリア・タスマニア島のポート・アーサーで起こった無差別銃乱射による大量殺人事件「ポート・アーサー事件」を犯人マーティン・ブライアントの生い立ちを絡めて描いた実録クライム映画。
タイトルの「ニトラム」とは、犯人の名前「マーティン」（Martin）を逆さ読みにしたもので、小さい頃に同級生から蔑称として呼ばれていたもの。
第74回カンヌ国際映画祭で男優賞を受賞したほか、第54回シッチェス・カタロニア国際映画祭で監督賞と主演男優賞、2021年度オーストラリア映画テレビ芸術アカデミー賞で作品賞・監督賞・主演男優賞など8部門を受賞した。

## あらすじ
知的障害のある若者ニトラムは、オーストラリアのポート・アーサーで両親と暮らしている。彼は幼少期、花火で遊んでいて負傷し入院する。その時、地元の記者にインタビューされ、「もう花火で遊びませんか？」との質問に、「また遊ぶ」と懲りない様子を撮影されていた。
成人した彼は、未だに庭で花火を打ち上げたり、地元の小学生に爆竹を与えるなどの行為をして近隣から疎まれていた。彼の父親は融資を受け、B&Bを購入して、ニトラムに経営を手伝ってもらおうと考えていた。
ある日、ニトラムは、サーフィンをする魅力的な女性と出会い話しかけるが、彼女のボーイフレンドのジェイミーが来て、あしらわれてしまう。だが、ニトラムは、ジェイミーに憧れを抱くようになる。そして、サーフボードを買おうとするが、母親は金を出さなかった。
ニトラムは、付近の住民を訪ねて回り、庭の芝刈りをして資金を得ようと試みる。そんな中、彼はヘレンという、元女優で裕福な中年女性と出会い、彼女が飼っている犬たちを散歩させて金を稼ぐようになる。二人はすぐに仲良くなり、好意を持っているヘレンは彼に車を与えてしまう。
ニトラムは両親との生活に苛立ちを募らせ、ヘレンの邸宅で一緒に暮らし始める。彼は、ヘレンの庭でエアライフルを使って遊び始め、彼女に本物の銃を購入したいと頼むが、彼女は「この家に銃はいらない」と言って拒否する。
誕生日を迎えたニトラムは、カフェでヘレンを両親に紹介する。彼の母親はヘレンに、ニトラムが幼い頃、迷子になったふりをして母親を心配させ、狼狽える姿を見て悦に入っていた逸話を聞かせる。また、車を乗り回している彼が運転免許証をもっていないことも伝える。
ニトラムは、ヘレンに二人でロサンゼルスに行こうと誘い、女優だった頃を忘れられないヘレンもその気になるが、空港へ向かう途中、ニトラムが助手席からふざけてハンドルにちょっかいを出したせいで車は事故を起こし、ヘレンは死んでしまう。彼は警察に嘘をつき、眠っていたから何が起きたか分からないと証言する。ニトラムはヘレンから家、50万ドル以上の大金を相続し、酒に依存し始める。
ニトラムは、憧れているジェイミーと接近する。ジェイミーは、彼に女を口説くよう命じるが、踏み出せない彼に対し、いやらしく「ニトラム」と囁いて煽る。「ニトラム」を蔑称と捉えている彼は、ジェイミーに苛立ちを覚えるものの気持ちを抑える。
ニトラムの父親は、資金があったにもかかわらず、別の買い手が父親より高い金額を申し出たため、不動産屋に購入を拒否され、鬱状態になっていた。ニトラムは、ソファーで寝込んでいる父親に対し、奮起するよう𠮟責し暴力を振るう。ニトラムは、ヘレンの遺産で、その物件にすでに居住している老夫婦から物件を買い取ろうとするが断られる。数日後、父親は自殺を図り、遺体となって近くの川で発見される。父親の葬儀に派手な格好で現れたニトラムに、母親は戸惑い帰るよう促す。
ますます孤立するニトラムは、ヘレンと行くはずだったロサンゼルスを一人で旅し、ハリウッドを観光しながらビデオカメラでその様子を撮影する。
帰国したニトラムは、無免許にもかかわらず地元の銃器店で半自動小銃や拳銃を購入する。ニトラムはジェイミーに会い、手に入れた拳銃を贈ろうとするが、異変を感じた彼は受け取らなかった。ニトラムは、本物の銃を使い一人で本格的な射撃訓練を始める。
ある日、ニトラムはスコットランドの小学校で起きた銃乱射事件に関する報道をテレビで目にする。事件の犯人は「はみ出し者、孤独者、変わり者、奇人」などと紹介されていた。ニトラムは、ヘレンが飼っていた犬たちを車に乗せて住宅街に連れていき解き放つ。そして、父親が購入しようとしていた物件を再び訪れ、そこに住む老夫婦を射殺した。その後、両親とヘレンが彼の誕生日を祝ったカフェに車で乗り付け、フルーツカップを食べた後、録画ボタンを押したビデオカメラをテーブルに置いて、銃を取り出し乱射する。ニトラムの家では、この虐殺事件のニュースがテレビから流れるなか、彼の母親が庭で一人たばこを吸っていた。

## キャスト
- ニトラム：ケイレブ・ランドリー・ジョーンズ
- ニトラムの母親：ジュディ・デイヴィス
- ヘレン：エッシー・デイヴィス
- ニトラムの父親：アンソニー・ラパーリア
- ジェイミー：ショーン・キーナン